# Przyborowo (Podlachie)
Pour les articles homonymes, voir Przyborowo.
Przyborowo est un village polonais de la gmina de Grabowo, dans le powiat de Kolno, voïvodie de Podlachie, au nord-est du pays.
Il est situé à environ 16 km au nord-est de Kolno et à 82 km au nord-ouest de la capitale régionale Białystok.
Sa population s'élève à 130 habitants.